# قائمة صور الذكرى السنوية لمرصد هابل
تستعرض هذه القائمة الصور المختارة كصورة تذكارية إحتفالاً بالذكرى السنوية لوضع تلسكوب هابل في مداره يوم 24 أبريل 1990 من قبل طاقم مكوك الفضاء ديسكفري.

## الذكرى الـ15 عام (2005)
في الذكرى السنوية الـ15 عام 2005، تم الإحتفال بمجموعة من صور مجرة M51 (مجرة الدوامة)، بالإضافة إلى قسم خاص بصور سديم النسر، وتضمنت أيضاً مجموعة أخرى من المحتويات مع إصدارات بعدة لغات وإصدار فيديو بعنوان (هابل — 15 سنة من الإكتشاف).

الصورة المختارة للذكرى الـ15 عام 2005، تظهر مجرة الدوامة، مع المجرة القزمة NGC 5195.

## الذكرى الـ17 عام (2007)
في الذكرى الـ 17 عام 2007 إختيرت صورة بانوراما لسديم القاعدة (كارينا)، مع مجموعة مختارة من الصور المتفرقة لنفس المنطقة.

الصورة المختارة للذكرى الـ 17 عام 2007، جزء من سديم القاعدة، ويظهر أيضاً النظام النجمي WR22، والعنقود النجمي المفتوح ترمبلر 14.

## الذكرى الـ18 عام (2008)
تضمن إصدار عام 2008 الذي صدر يوم 24 أبريل 2008، 59 صورة لإندماج المجرات.

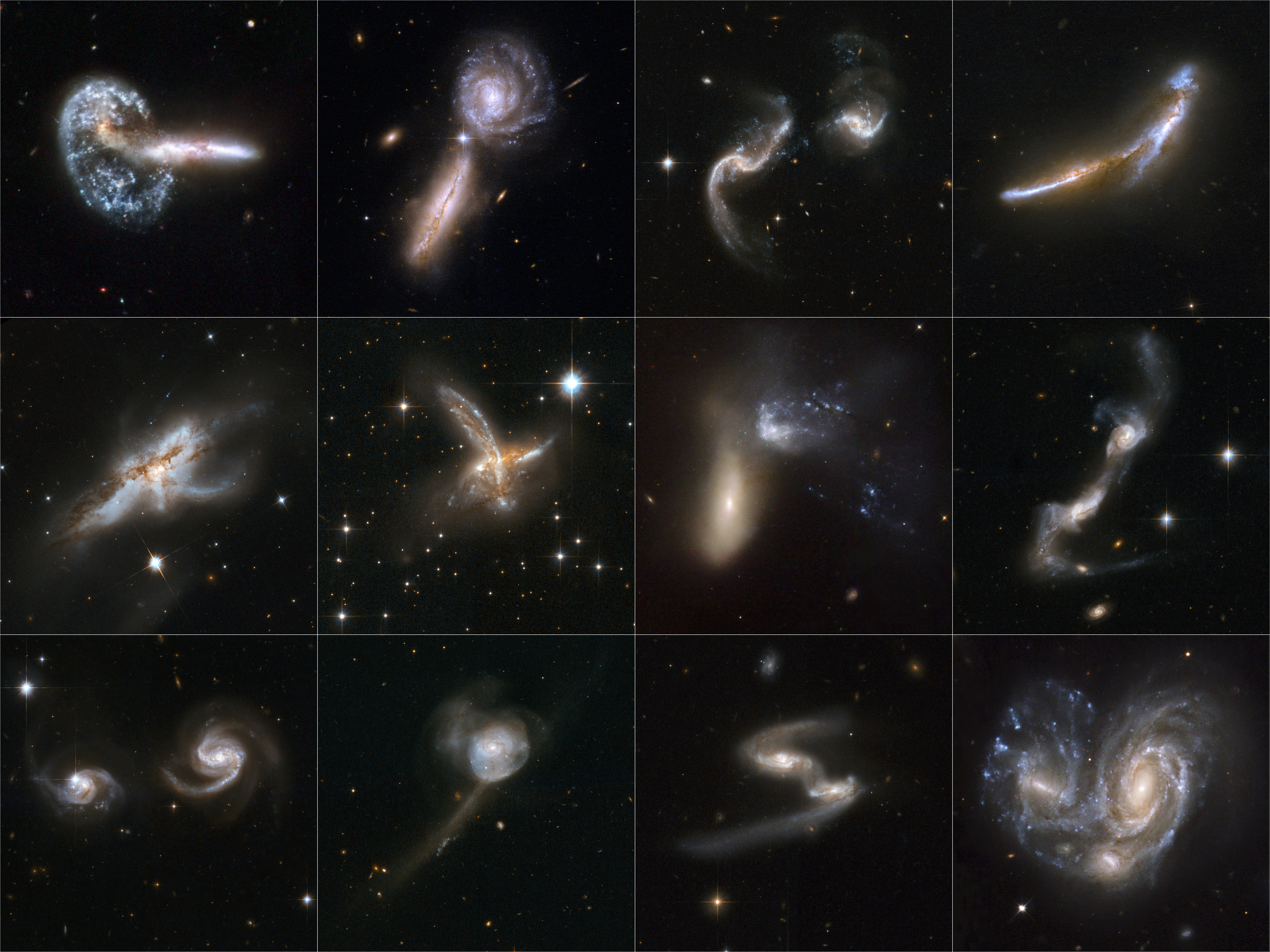
أهم صور إندماج المجرات التي إختيرت لإصدار عام 2008.

## الذكرى الـ19 عام (2009)

الصورة المختارة للذكرى الـ19 عام 2009، تظهر تجمع المجرات Arp 194.

## الذكرى الـ20 عام (2010)

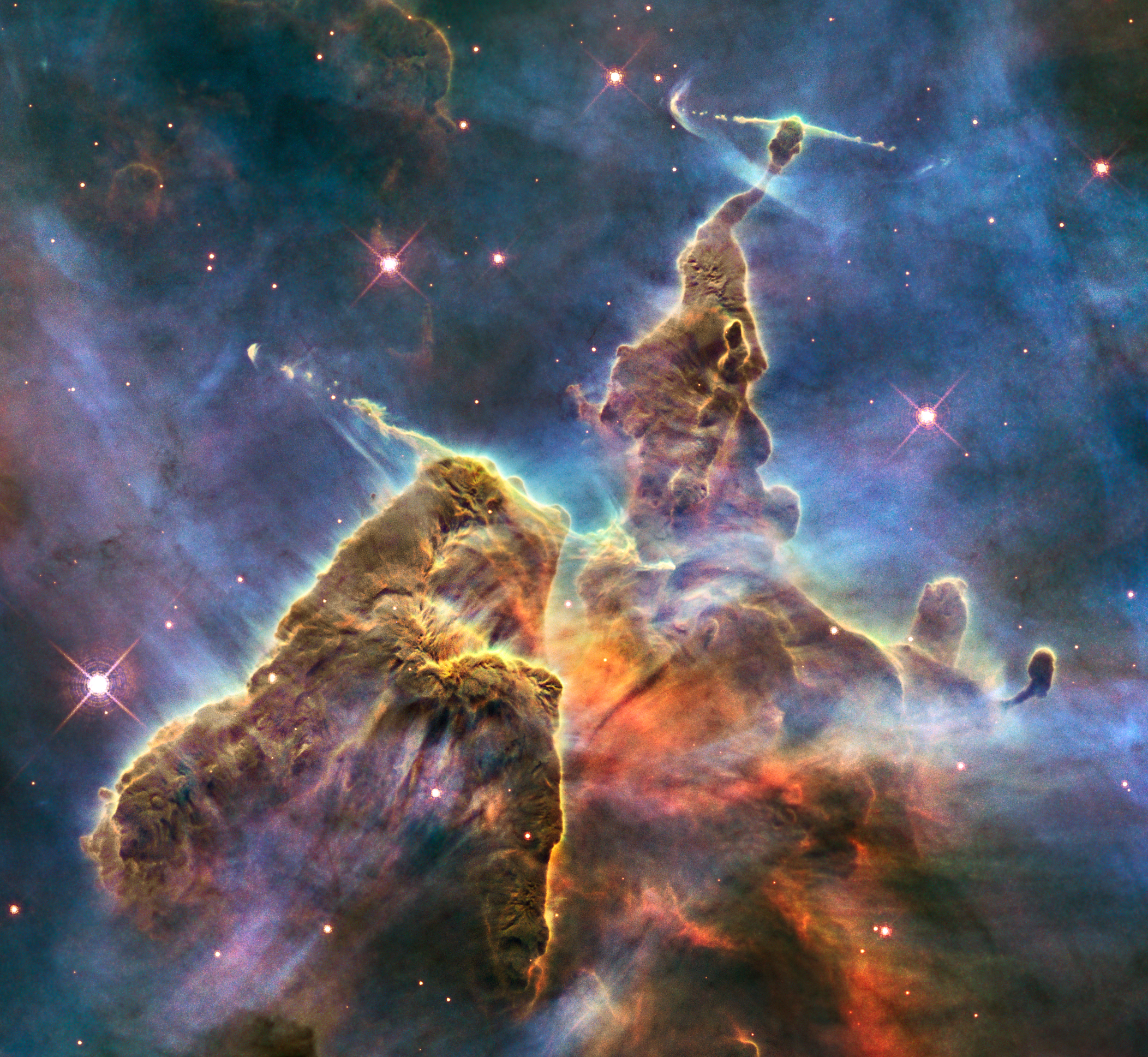
الصورة المختارة لإصدار الذكرى الـ20 عام 2010، تظهر منطقة الجبل الضبابي في سديم القاعدة.

## الذكرى الـ21 عام (2011)

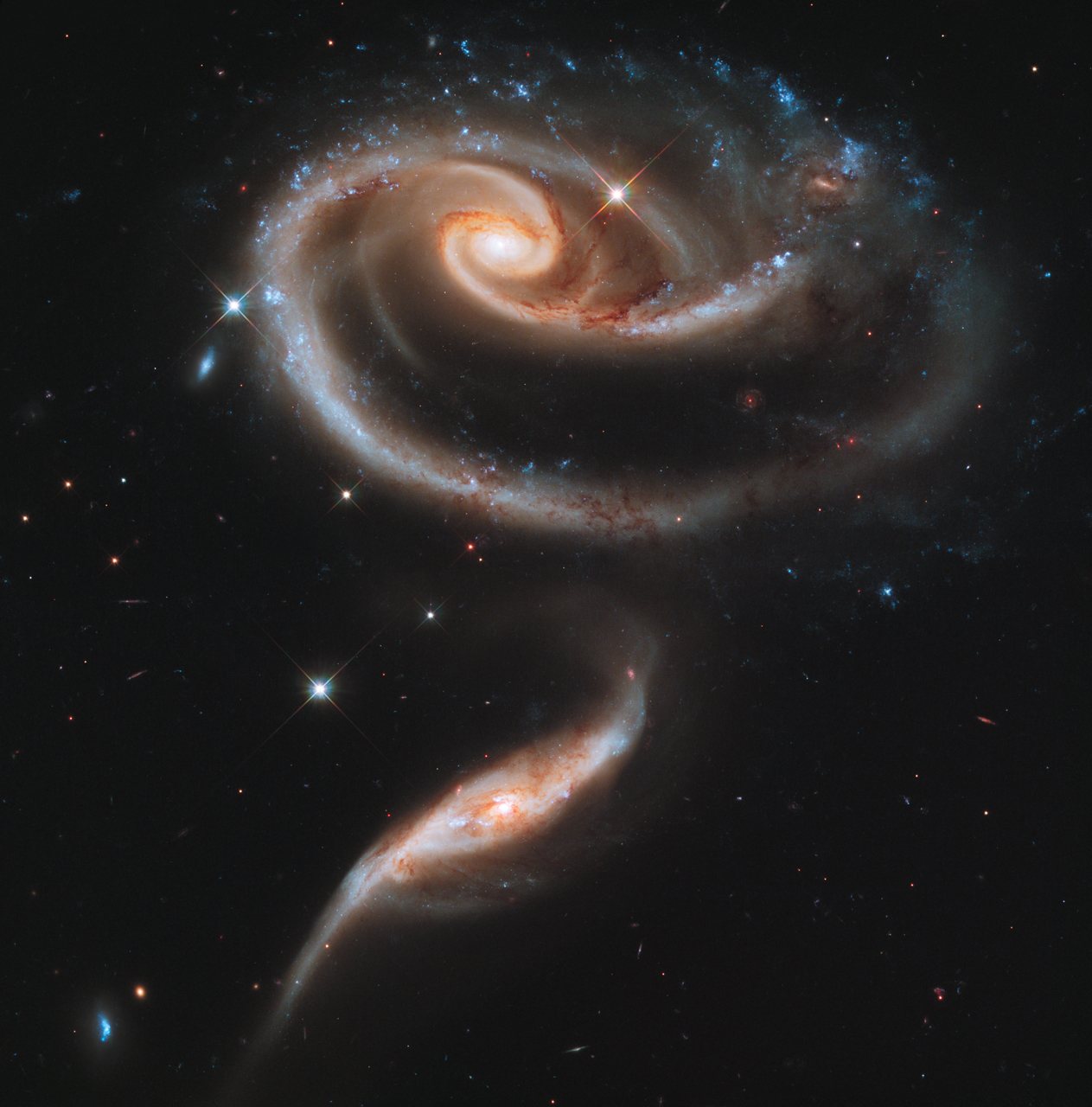
الصورة المختارة للذكرى الـ21 عام 2011، يظهر فيها تجمع المجرات المسمى "الزهرة" أو Arp 273.

## الذكرى الـ22 عام (2012)

الصورة المختارة للذكرى الـ22 عام 2012، يظهر فيها سديم العنكبوت.

## الذكرى الـ23 عام (2013)

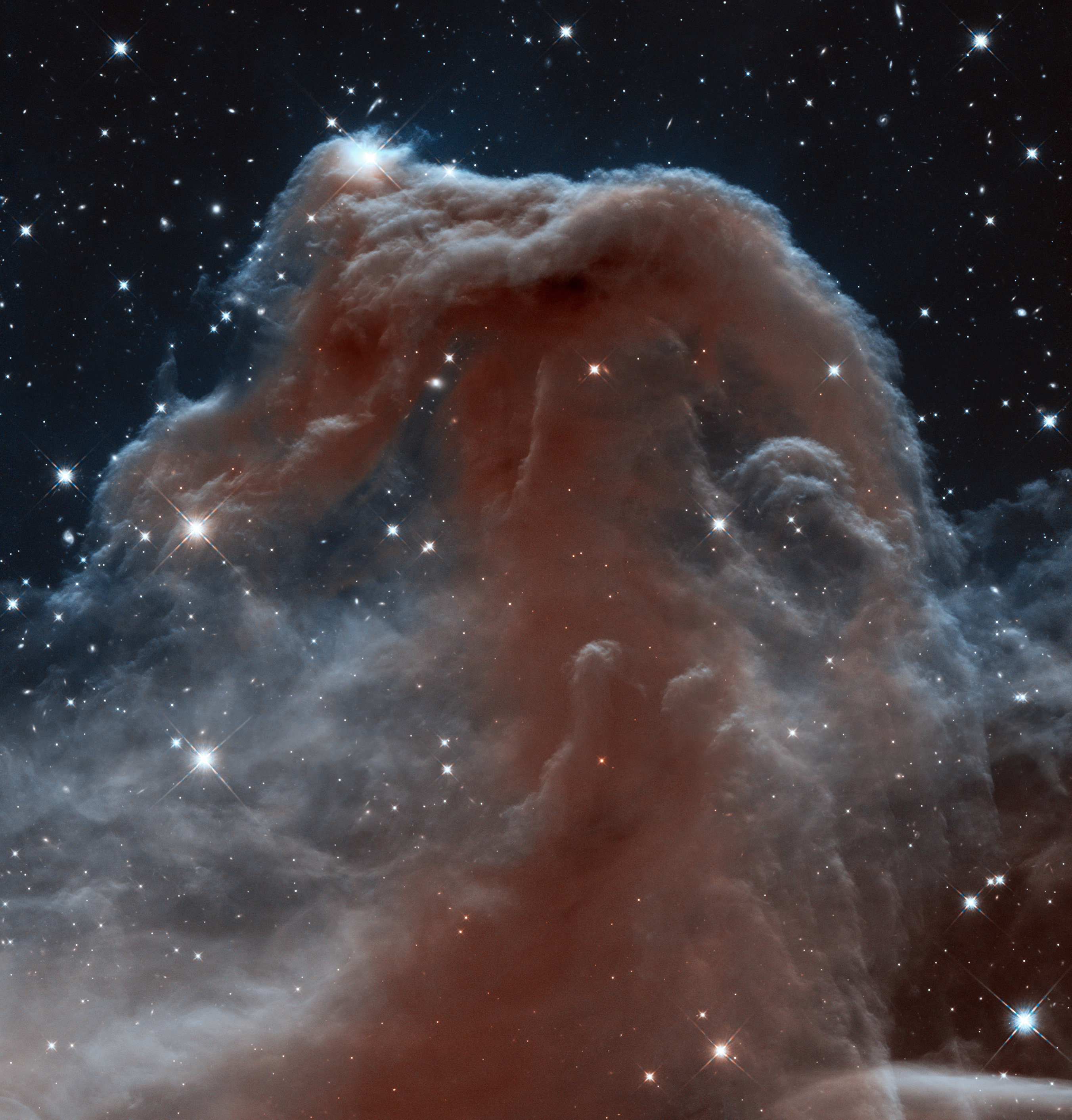
الصورة المختارة للذكرى الـ23 عام 2013، يظهر فيها سديم رأس الحصان (بالأشعة تحت الحمراء).

## الذكرى الـ24 عام (2014)

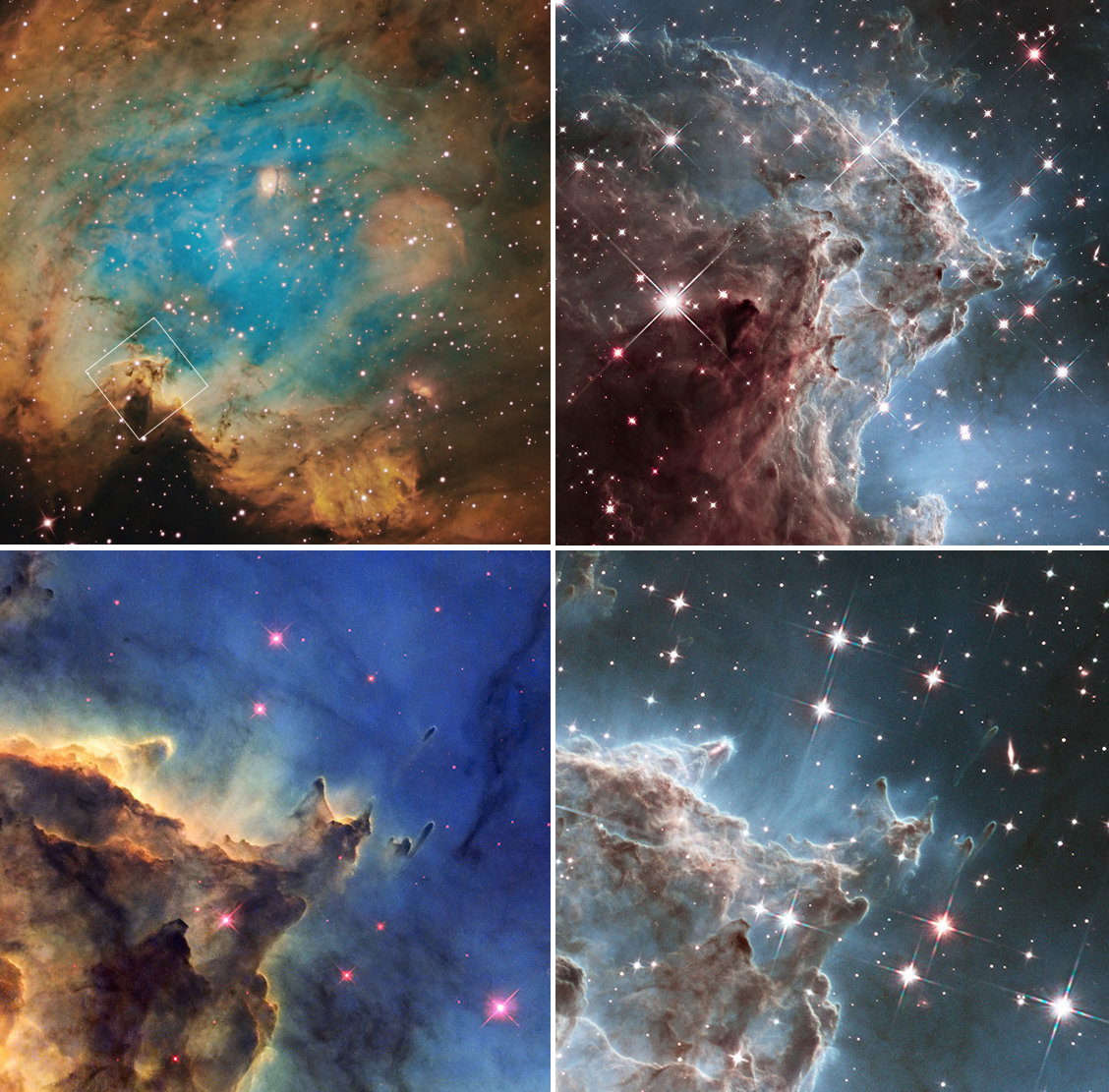
عدد من الصور المختارة ضمن إصدار الذكرى الـ24 لعام 2014، صور بالأشعة تحت الحمراء لسديم رأس القرد (المعروف أيضاً بإسم NGC 2174 وSh2-252).

## الذكرى الـ25 عام (2015)

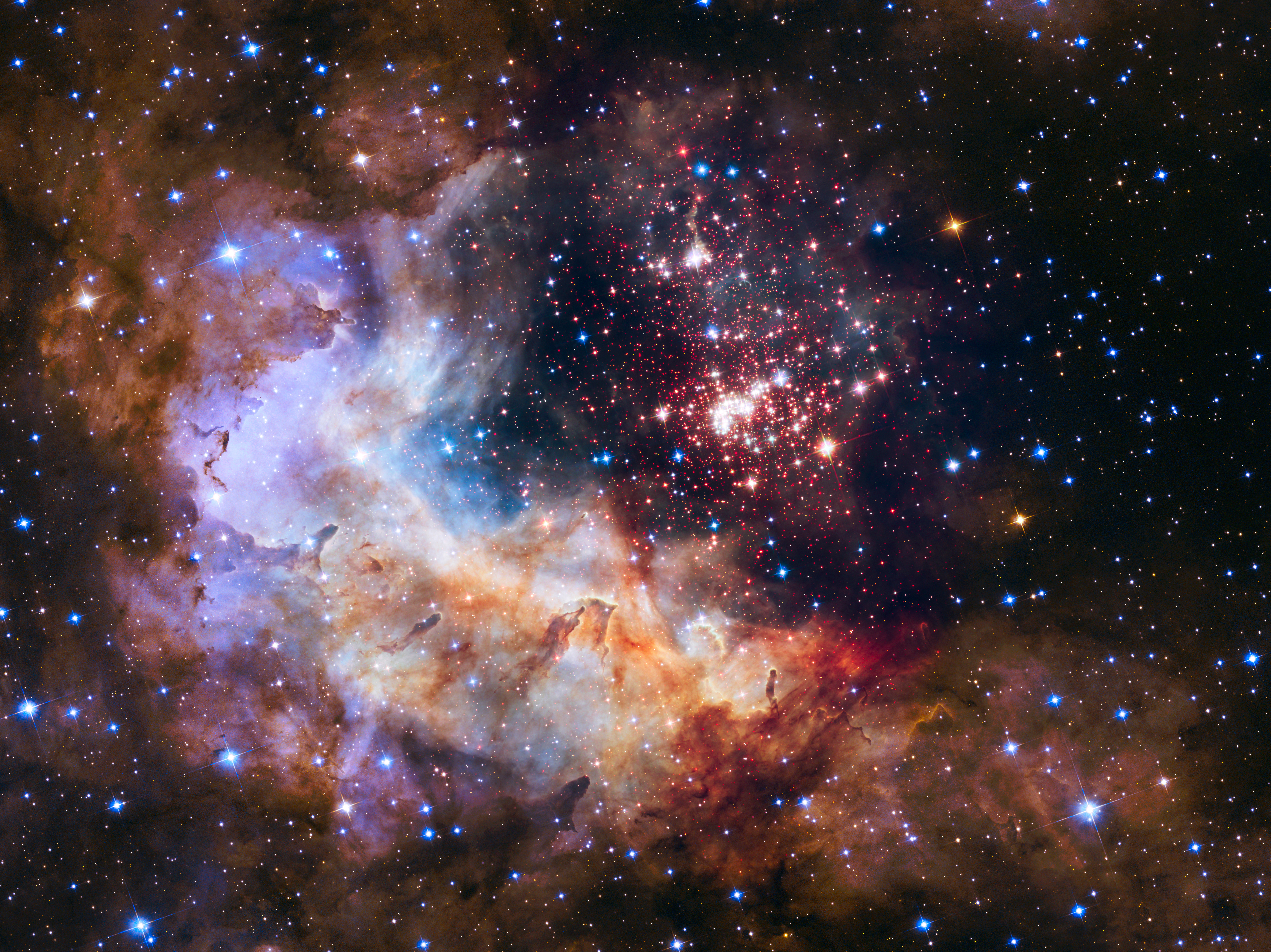
الصورة المختارة للذكرى الـ25 عام 2015، يظهر فيها التجمع النجمي العملاق وسترلوند 2.

## الذكرى الـ26 عام (2016)

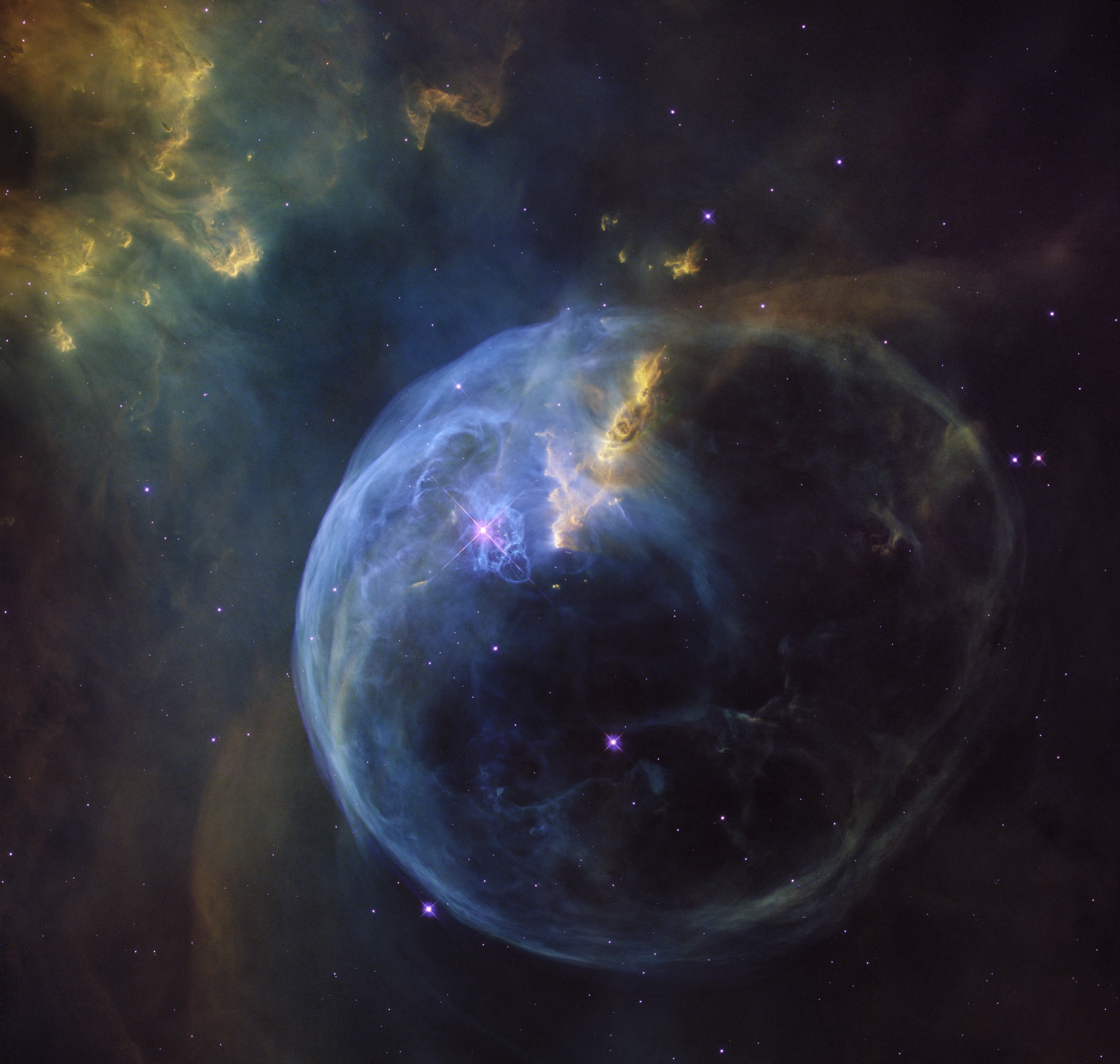
الصورة المختارة للذكرى الـ26 عام 2016، يظهر فيها سديم الفقاعة.

## الذكرى الـ27 عام (2017)

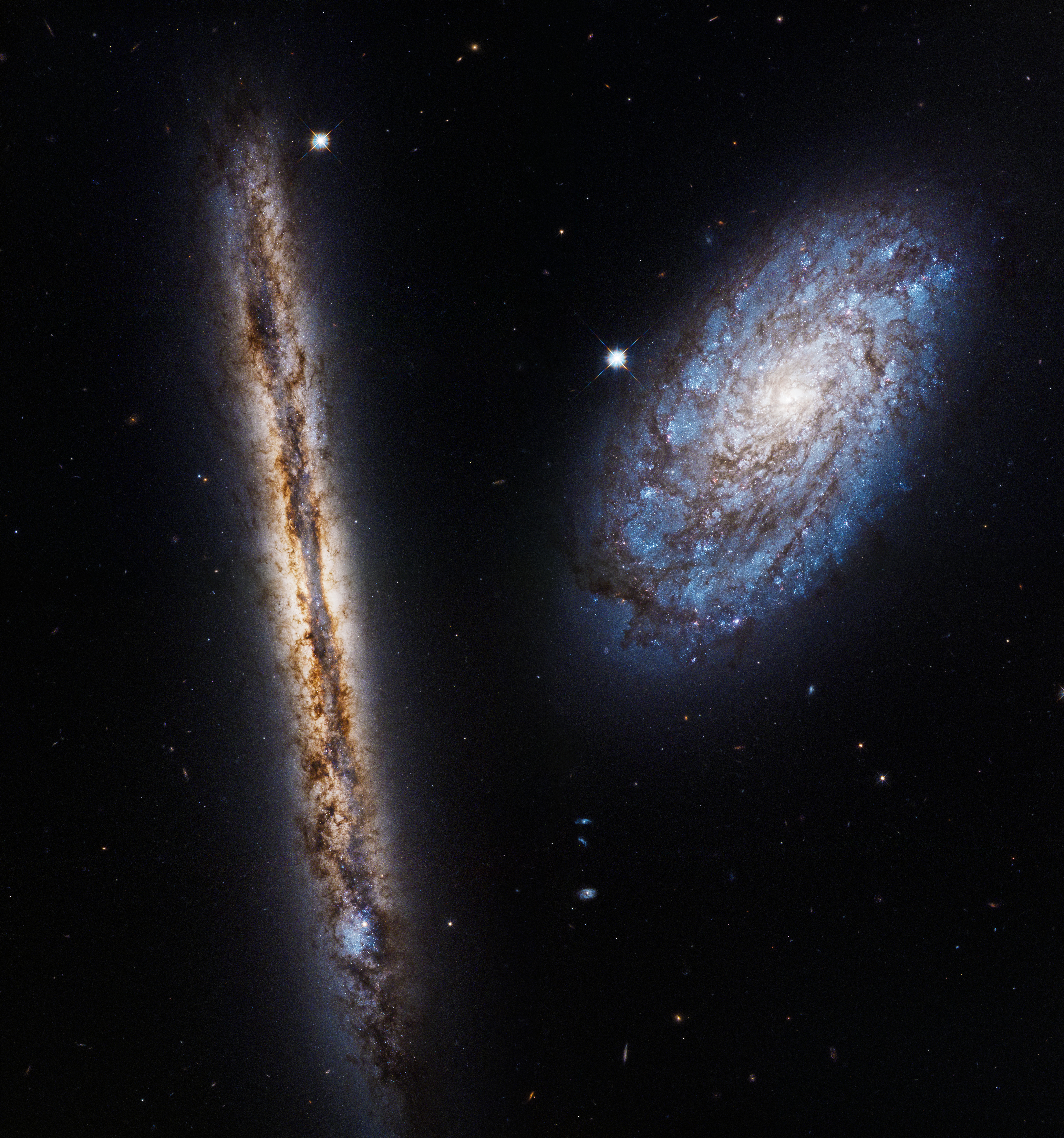
الصورة المختارة للذكرى الـ27 عام 2017، تظهر فيها المجرتان المتفاعلتان NGC 4302 وNGC 4298.

## الذكرى الـ28 عام (2018)

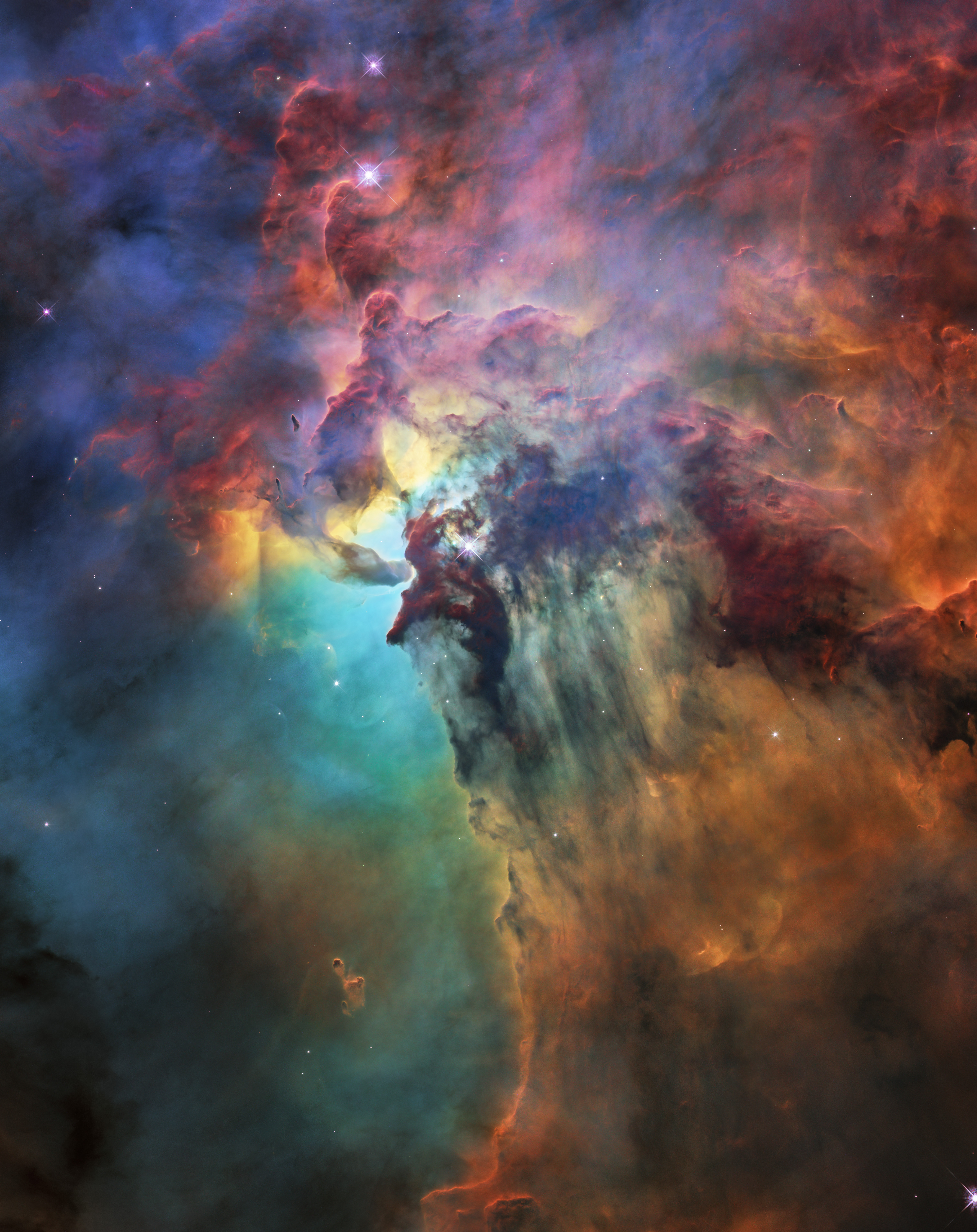
الصورة المختارة للذكرى الـ28 عام 2018، يظهر فيها جزء من سديم البحيرة.

## الذكرى الـ29 عام (2019)
في أبريل 2019، تم نشر صورة خاصة لسديم السرطان الجنوبي [الإنجليزية] المعروف أيضاً باسم (Hen 2-104) والواقع في كوكبة قنطورس، إحتفالاً بالذكرى الـ29.

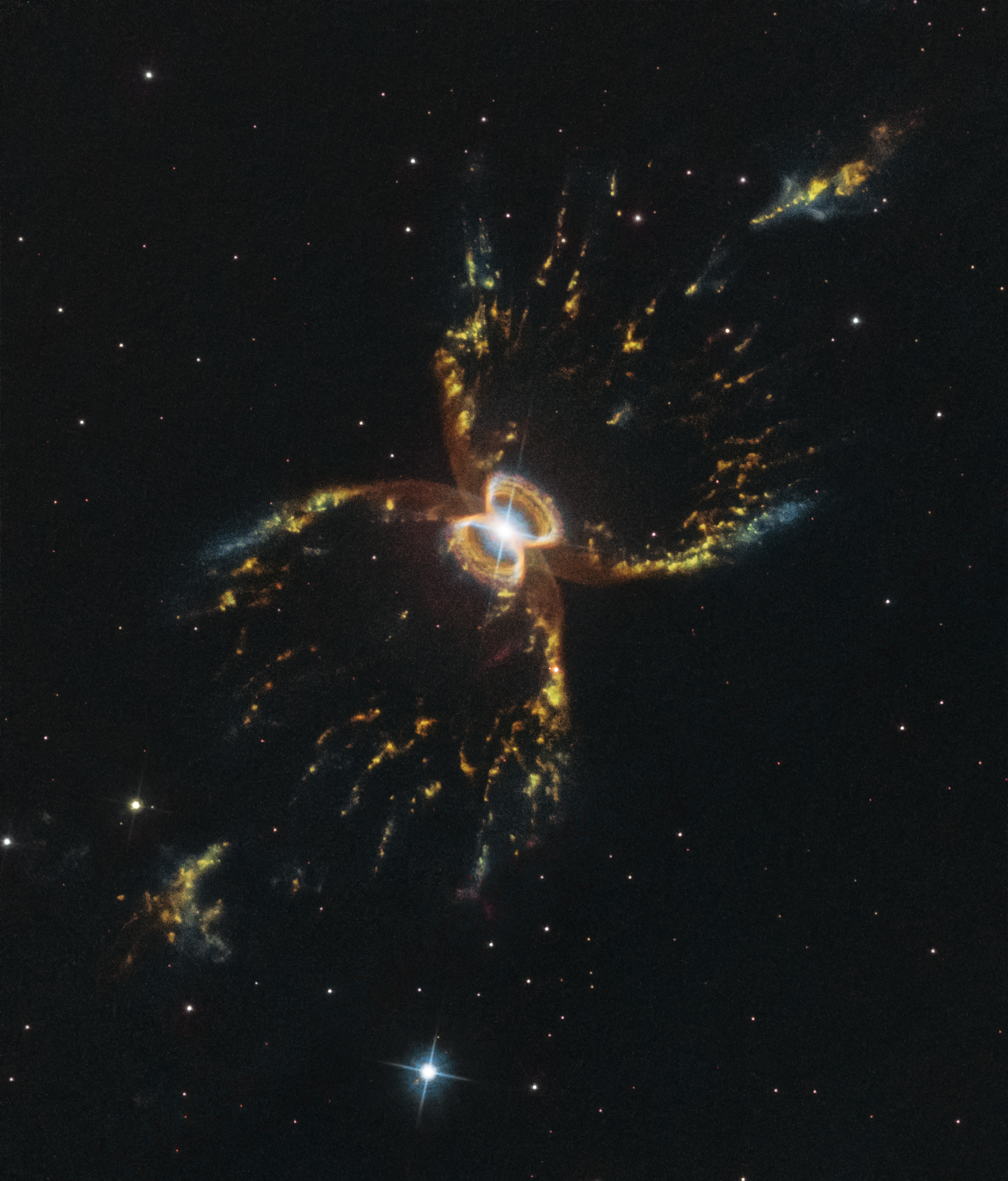
الصورة المختارة للذكرى الـ29 عام 2019، يظهر فيها سديم السرطان الجنوبي.

## الذكرى الـ30 عام (2020)

الصورة المختارة للذكرى الـ30 لعام 2020، يظهر فيها السديم NGC 2014 الأحمر الكبير، وبجواره السديم NGC 2020 الأصغر أزرق اللون.

## الذكرى الـ31 عام (2021)

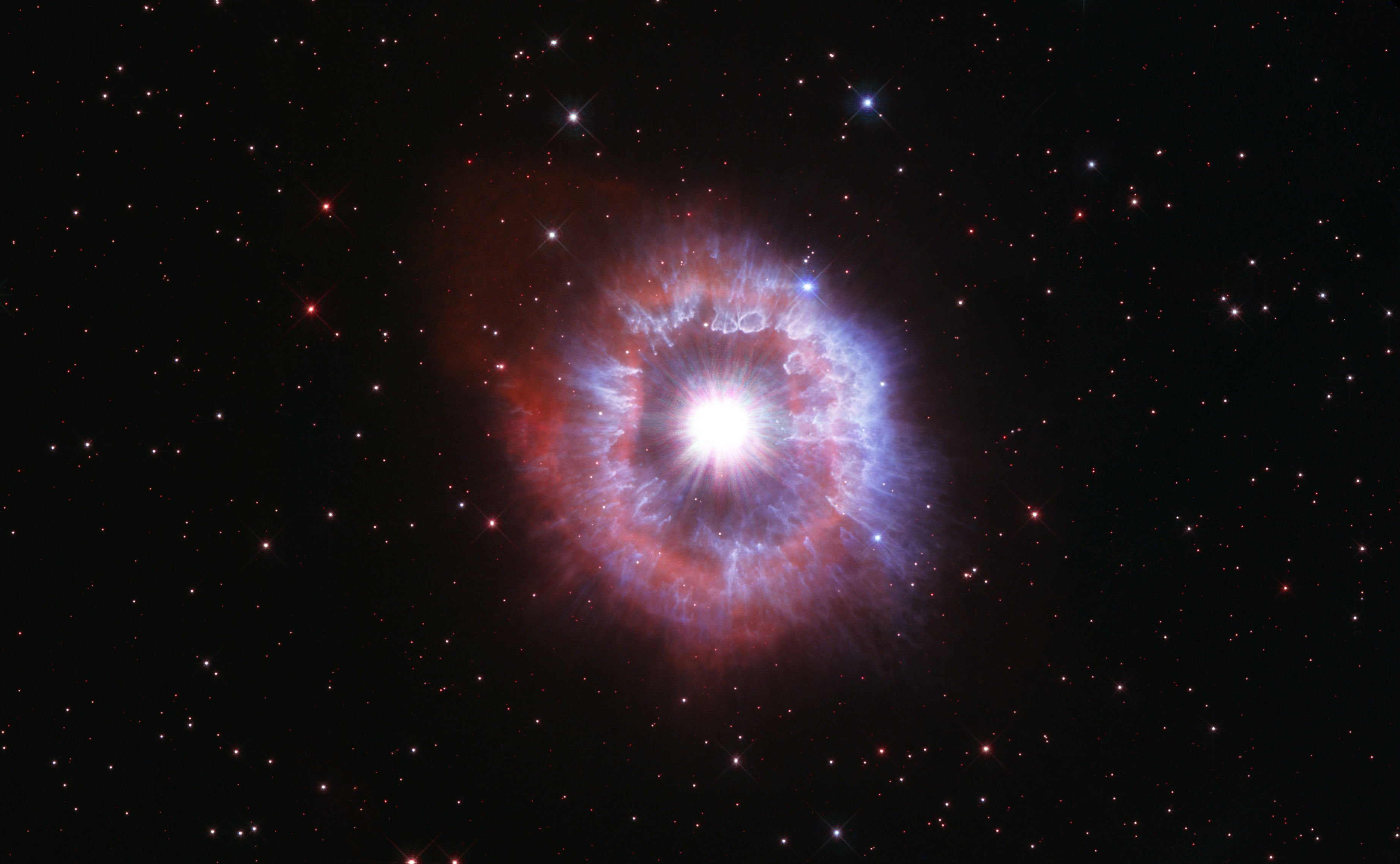
الصورة المختارة للذكرى الـ31 لعام 2021، تظهر الصورة النجم المسمى أي جي كاريناي أحد ألمع النجوم في مجرتنا محاط بطبقة من الغاز والتراب الناتجة عن إنسلاخ الطبقات الخارجية منه قبل 10،000 عام.

## الذكرى الـ32 عام (2022)

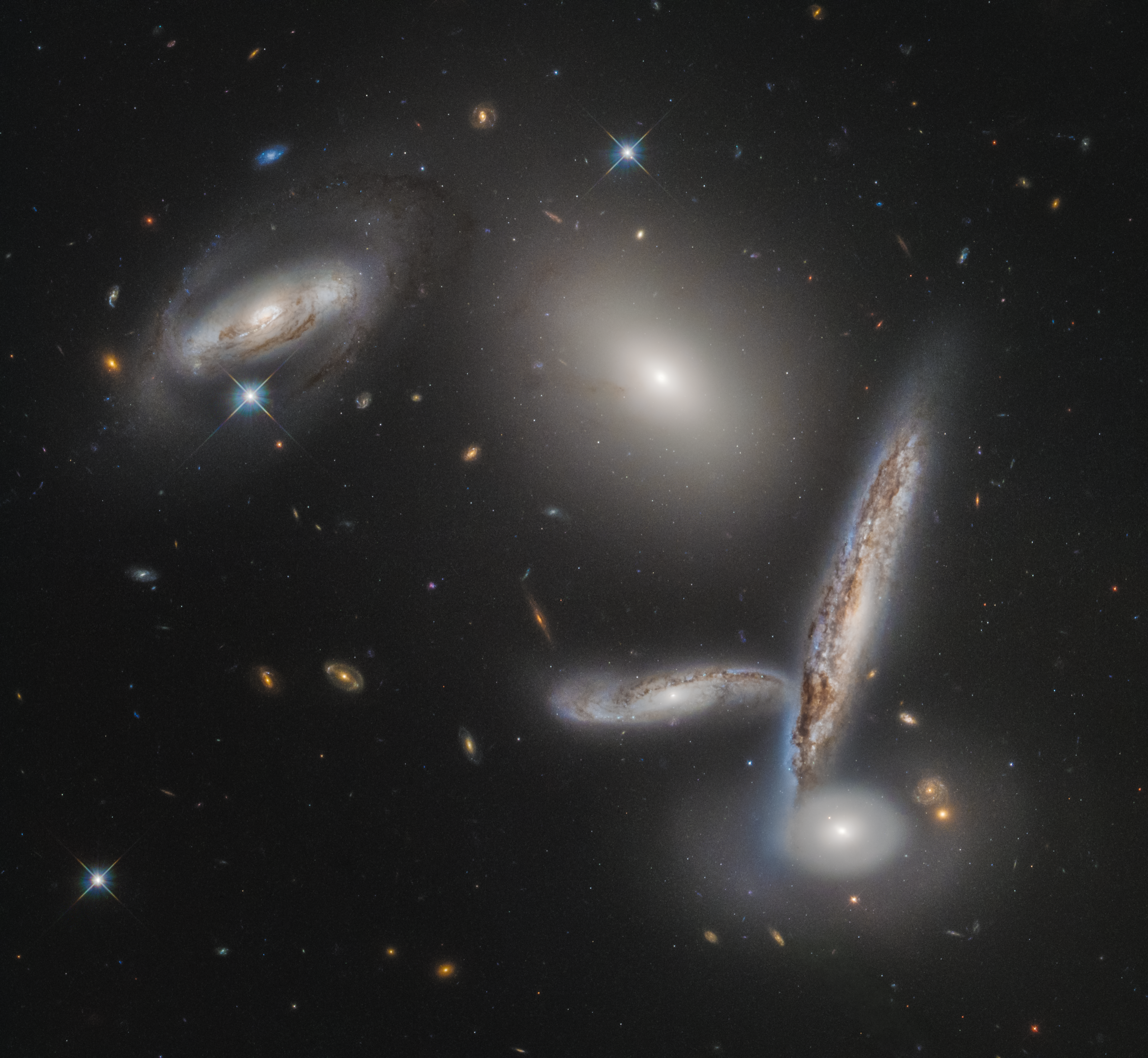
الصورة المختارة للذكرى الـ32 لعام 2022، تظهر الصورة مجموعة مجرية تدعى (مجموعة هيكسون 40)، تتكون من خمس مجرات 3 مجرات حلزونية ومجرة إهليلجية ومجرة عدسية في مسار متداخل مع بعضها.

## الذكرى الـ33 عام (2023)

الصورة المختارة للذكرى الـ33 لعام 2023، تظهر الصورة السديم المولد للنجوم المسمى NGC 1333 في كوكبة حامل رأس الغول والذي يقع على بعد 960 سنة ضوئية عن الشمس.

## الذكرى الـ34 عام (2024)

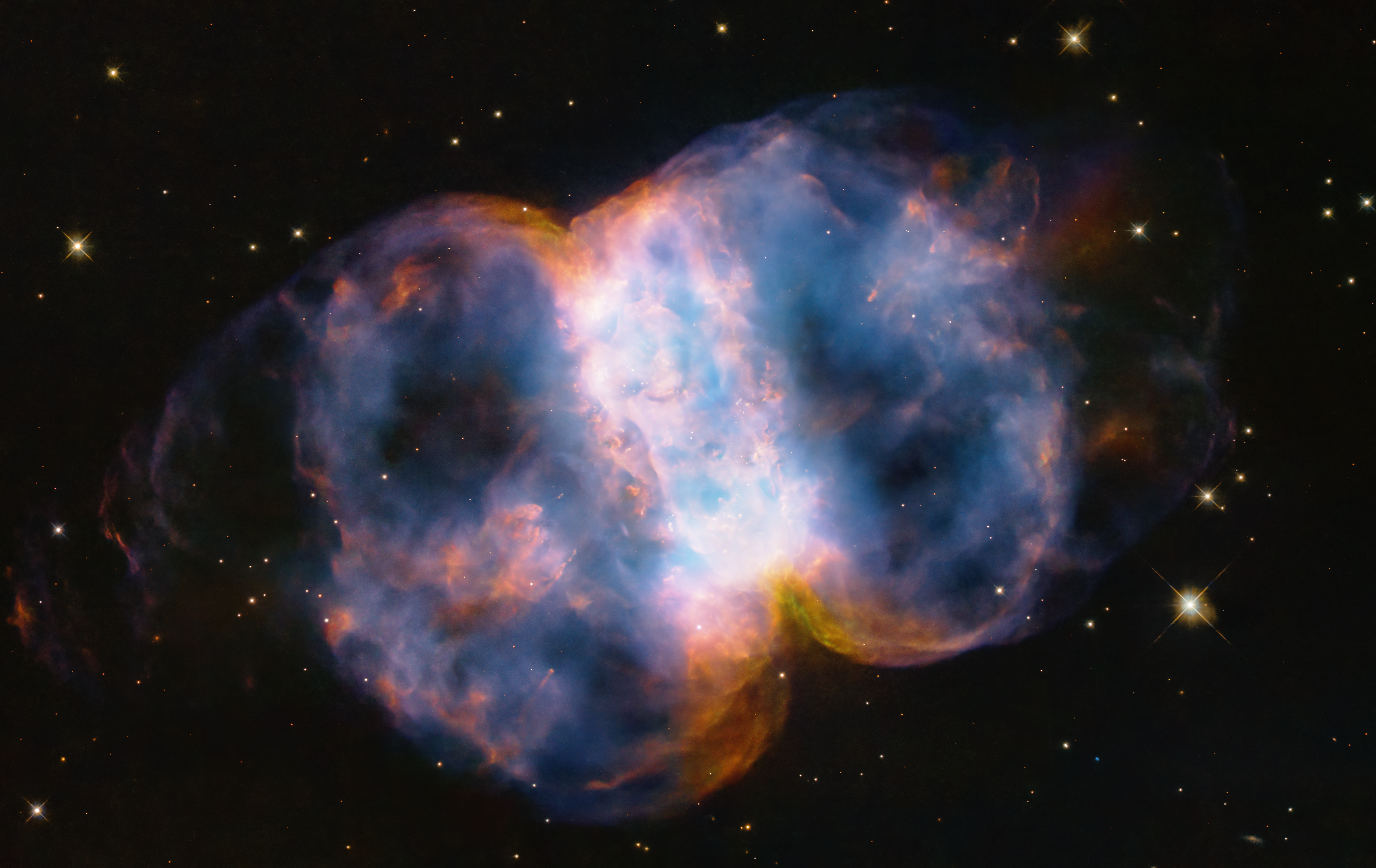
الصورة المختارة للذكرى الـ34 لعام 2024، تظهر الصورة سديم دمبل الصغير (M76) في كوكبة حامل رأس الغول ويبعدبمسافة 3400 سنة ضوئية عن النظام الشمس.